# Proteína M1
La proteína M1 es una proteína viral de la matriz  del virus de la influenza. Se forman en la capa interior de la envoltura viral.
La proteína M1 se une a los virus ARN. La unión no es específico de una secuencia de ARN, y se realiza a través de un péptido, una secuencia rica en bases de aminoácidos.
También cuenta con múltiples funciones de regulación, realizados por la interacción con los componentes de la célula huésped. Los mecanismos regulados incluyen un papel en la exportación de la carga viral ribonucleoproteínas desde el núcleo de la célula huésped, la inhibición del virus de la transcripción, y un papel en el ensamblaje del virus y la gemación. La proteína procede a someterse a la fosforilación en la célula huésped.
La proteína M1 forma una capa debajo de los parches de la membrana de la célula huésped que son ricos en hemaglutinina viral, neuraminidasa y proteínas M2 transmembranas, y facilita gemación de los virus maduros.